# Trường hợp Rumyantsev
Trường hợp Rumyantsev (tiếng Việt: Дело Румянцева là một phim tội phạm của đạo diễn Iosif Kheyfits, xuất bản ngày 8 tháng 3 năm 1956 tại Leningrad.

## Nội dung
Tài xế vận tải đường trường Sasha Rumyantsev (Aleksey Batalov) liên tục dính vào những rắc rối do người khác gây nên chỉ vì anh quá trung thực, đúng khi ấy, anh lại vướng mối tình với nữ sinh Klavdya Naumenko (Ninel Podgornaya).

## Kỹ thuật
- Thiết kế sản xuất: Isaak Kaplan, Berta Manevich
- Hóa trang: V. Sokolov

## Diễn xuất
- Aleksey Batalov vai Sasha Rumyantsev, truck-driver
- Ninel Podgornaya vai Klavdya Naumenko, the student, Rumyantsev's bride
- Sergey Lukyanov vai Sergey I. Afanasyev, police colonel
- Pyotr Lobanov vai Samokhin, a police captain, inspector of OBKhSS
- Gennady Yukhtin vai Paul Evdokimov, truck-driver, Rumyantsev's friend
- Vladimir Lepko vai Vasily Lemekhov, truck-driver
- Yevgeny Leonov vai Mikhail Snegirev, truck-driver
- Inna Makarova vai Nonna Snegireva, Mikhail Snegirev's wife
- Nikolay Kryuchkov vai Korol'kov, chief of operations department
- Viktor Chekmaryov vai Shmyglo, a repeat offender, the ringleader of a gang of plunderers
- Ants Eskola vai Prus, director of the shop, plunderer
- Arkady Trusov vai Yakov Egorovich, truck-driver, Rumyantsev's eldest friend
- Ivan Selyanin vai Vassily Stepanovich, truck-driver, Rumyantsev's eldest friend
- Lyudmila Golubeva vai Lyuba, the student, Claudia's friend
- Yevgeny Losakevich vai Zoya Pavlovna, Claudia's aunt
- Viktor Koval vai Sasha, orphan, an adopted Paul Evdokimov